# 歐陽繡之
歐陽繡之，河南省陳州府項城縣人，清朝政治人物、同進士出身。
光緒三年（1877年），参加丁丑科殿試，登進士三甲第118名。同年五月，分部學習。